# Cantone di Héricourt-1
Il Cantone di Héricourt-1 è una divisione amministrativa dell'arrondissement di Lure.
È stato costituito a seguito della riforma approvata con decreto del 17 febbraio 2014, che ha avuto attuazione dopo le elezioni dipartimentali del 2015.
Include i comuni del soppresso cantone di Héricourt-Est e del soppresso cantone di Champagney.

## Composizione
Comprende parte della città di Héricourt e i 14 comuni di:
- Brevilliers
- Chagey
- Châlonvillars
- Champagney
- Clairegoutte
- Échavanne
- Échenans-sous-Mont-Vaudois
- Errevet
- Frahier-et-Chatebier
- Frédéric-Fontaine
- Luze
- Mandrevillars
- Plancher-Bas
- Plancher-les-Mines